# Jurassic World: Krétakori tábor
A Jurassic World: Krétakori tábor  (eredeti cím: Jurassic World Camp Cretaceous) 2020-tól vetített amerikai 2D-s számítógépes animációs kalandsorozat, amelyet Zack Stentz alkotott.
Amerikában és Magyarországon is a Netflix mutatta be 2020. szeptember 18-án.

## Cselekmény
Hat tizenéves egy Isla Nublaron lévő tanulmányi táborban tölti az időt. A dinoszauruszok pusztítást végeznek a szigeten. Mivel a gyerekek a rendelkezésükre álló kommunikációs eszközökkel (vezetékes telefon, URH-rádió, mobil) nem tudják elérni a külvilágot, ezért, a különbözőségeik ellenére, együttműködnek egymással, mivel életben akarnak maradni.

## Szereplők

### Főszereplők
| Eredeti hang        | Szereplő | Magyar hang     |
| ------------------- | --- | --------------- |
| Paul-Mikél Williams | Darius Bowman (Egy dinómániás gyerek, aki egy videójáték megnyerésével jutott be.)                                        | Sándor Barnabás |
| Jenna Ortega        | Brooklynn (Híres influencer, ezért jutott be. Ő az egyetlen, aki vihette a telefonját.)                                   | Vida Sára       |
| Ryan Potter         | Kenji Kon (Egy roppant gazdag ember fia, akinek több magánháza is van a szigeten.)                                        | Nagy Gereben    |
| Kausar Mohammed     | Yasmina "Yaz" Fadoula (Egy él-sportoló, a Jurassic World a vállalati szponzora.)                                          | Rudolf Szonja   |
| Raini Rodriguez     | Sammy Gutierrez (A családja látja el a parkot marhahússal, a Mantah Corp vállalatnak jött kémkedni, amit később megbánt.) | Hermann Lilla   |
| Sean Giambrone      | Ben Pincus (Érzékeny lelkű, félős gyerek, akit a szülei küldtek abban a reményben, hogy itt legyőzi a félelmeit.)         | Kálmán Barnabás |

### Mellékszereplők
| Eredeti hang          | Szereplő | Magyar hang          |
| --------------------- | --- | -------------------- |
| Jameela Jamil         | Roxanne "Roxie" (a tábor vezetője.)                                                                                         | Mentes Júlia         |
| Glen Powell           | David "Dave" (Roxie asszisztense.)                                                                                          | Gacsal Ádám          |
| Greg Chun             | Dr. Henry Wu (A dinoszauruszokat köszönheti neki a park. Már az előző parkban is ő volt a kutatók vezetője.)                | Csík Csaba Krisztián |
| Benjamin Flores Jr.   | Brendon Bowman (Darius bátyja.)                                                                                             | Bogdán Gergő         |
| James Arnold Taylor   | Eddie (Egy fickó, aki a genetikai laborban dolgozott, pont a szülinapján szabadult ki az Indominus és evakuálták a parkot.) | Penke Bence          |
| Phil Buckman          | Dr. Meriwether (Darius videójátékjában egy karakter.)                                                                       | Fehérváry Márton     |
| Jeff Bergman          | Mr. DNS | Németh Attila István |
| Keston John           | Frederick Bowman (Darius néhai édesapja.)                                                                                   | Varga Gábor          |
| Stephanie Beatriz     | Tiff Wyley | Ligeti Kovács Judit  |
| Bradley Withford      | Mitch Wyley | Molnár Levente       |
| Angus Sampson         | Hap | Varga Rókus          |
| Dave B. Mitchell      | Hawkes | Debreczeny Csaba     |
| Kirby Howell-Baptiste | Dr. Mae Turner | Nádasi Veronika      |
| Haley Joel Osment     | Kash D. Langford | Kovács Lehel         |
| Andrew Kishino        | Daniel Kon | Dévai Balázs         |
| Okieriete Onaodowan   | Mr. Gold | Kis Horváth Zoltán   |
| Avrielle Corti        | Lana Molina | TBA                  |
| Jon Rudnitsky         | Cyrus | TBA                  |
| Adam Harrington       | Lewis Dodgson | Láng Balázs          |
| Antonio Alvarez       | Godinez | Hegedüs Miklós       |

### Magyar változat
- Magyar szöveg: Dudás Emese, Fülöp Áron
- Hangmérnök: Illés Gergely, Kiss István
- Vágó: Kajdácsi Brigitta
- Gyártásvezető: Gelencsér Adrienne
- Szinkronrendező: Dóczi Orsolya
- Prdukciós vezető: Madar Zoltán
- További magyar hangok: Fehérváry Márton (férfi, bemondó, B.R.A.D., B.R.A.D.-X), Mohácsi Nóra (Terelőnő), Kereki Anna (nő), Hám Bertalan (Dawson, dolgozó), Tóth Szilvia (pilóta), Németh Attila István (Technikus), Szabó Andor (zsoldos), Mechle Christian

A szinkront a Mafilm Audio Kft. készítette.

## Dinoszauruszok és egyéb ősállatok a sorozatban
- Ankylosaurus
- Baryonyx
- Brachiosaurus
- Carnotaurus
- Ceratosaurus
- Compsognathus
- Dilophosaurus
- Dimorphodon
- Gallimimus
- Indominus rex (fiktív faj)
- Kentrosaurus
- Monolophosaurus
- Mosasaurus
- Nothosaurus
- Ouranosaurus
- Parasaurolophus
- Pteranodon
- Scorpios rex (fiktív faj)
- Sinoceratops
- Spinoceratops (fiktív faj)
- Smilodon
- Spinosaurus
- Stegosaurus
- Tyrannosaurus rex
- Velociraptor

## Epizódok
| Évad | Évad        | Epizód      | Amerikai sugárzás    | Amerikai sugárzás    | Amerikai adó       | Magyar sugárzás      | Magyar sugárzás      | Magyar adó |
| Évad | Évad        | Epizód      | Évadpremier          | Évadfinálé           | Amerikai adó       | Évadpremier          | Évadfinálé           | Magyar adó |
| ---- | ----------- | ----------- | -------------------- | -------------------- | ------------------ | -------------------- | -------------------- | ---------- |
|      | 1           | 8           | 2020. szeptember 18. | 2020. szeptember 18. |                    | 2020. szeptember 18. | 2020. szeptember 18. |            |
|      | 2           | 8           | 2021. január 22.     | 2021. január 22.     | 2021. január 22.   | 2021. január 22.     |                      |            |
|      | 3           | 10          | 2021. május 21.      | 2021. május 21.      | 2021. május 21.    | 2021. május 21.      |                      |            |
|      | 4           | 11          | 2021. december 3.    | 2021. december 3.    | 2021. december 3.  | 2021. december 3.    |                      |            |
|      | 5           | 12          | 2022. július 21.     | 2022. július 21.     | 2022. július 21.   | 2022. július 21.     |                      |            |
|      | Különkiadás | Különkiadás | 2022. november 15.   | 2022. november 15.   | 2022. november 15. | 2022. november 15.   |                      |            |

## 1. évad (2020)
| #  | #  | Eredeti cím               | Magyar cím                | Rendezte       | Írta                         | Eredeti premier      | Magyar premier       |
| -- | -- | ------------------------- | ------------------------- | -------------- | ---------------------------- | -------------------- | -------------------- |
| 1. | 1. | Camp Cretaceous           | Krétakori tábor           | Lane Lueras    | Zack Stentz és Scott Kreamer | 2020. szeptember 18. | 2020. szeptember 18. |
| 2. | 2. | Secrets                   | Titkok                    | Dan Riba       | Sheela Shrinivas             | 2020. szeptember 18. | 2020. szeptember 18. |
| 3. | 3. | The Cattle Drive          | Csordaterelés             | Zesung Kang    | Rick Williams                | 2020. szeptember 18. | 2020. szeptember 18. |
| 4. | 4. | Things Fall Apart         | Összeomlás                | Michael Mullen | M. Willis                    | 2020. szeptember 18. | 2020. szeptember 18. |
| 5. | 5. | Happy Birthday, Eddie!    | Boldog szülinapot, Eddie! | Zesung Kang    | Josie Campbell               | 2020. szeptember 18. | 2020. szeptember 18. |
| 6. | 6. | Welcome to Jurassic World | Üdv a Jurassic Worldben!  | Michael Mullen | Zack Stentz                  | 2020. szeptember 18. | 2020. szeptember 18. |
| 7. | 7. | Last Day of Camp          | A tábor utolsó napja      | Eric Elrod     | Sheela Shrinivas             | 2020. szeptember 18. | 2020. szeptember 18. |
| 8. | 8. | End of the Line           | Az út vége                | Zesung Kang    | Scott Kreamer                | 2020. szeptember 18. | 2020. szeptember 18. |

## 2. évad (2021)
| #   | #  | Eredeti cím       | Magyar cím          | Rendezte       | Írta                      | Eredeti premier  | Magyar premier   |
| --- | -- | ----------------- | ------------------- | -------------- | ------------------------- | ---------------- | ---------------- |
| 9.  | 1. | A Beacon of Hope  | Reménysugár         | Michael Mullen | Rick Williams             | 2021. január 22. | 2021. január 22. |
| 10. | 2. | The Art of Chill  | A pihenés művészete | Eric Elrod     | M. Willis                 | 2021. január 22. | 2021. január 22. |
| 11. | 3. | The Watering Hole | Az itató            | Zesung Kang    | Bethany Armstrong Johnson | 2021. január 22. | 2021. január 22. |
| 12. | 4. | Salvation         | A megmentők         | Michael Mullen | Sheela Shrinivas          | 2021. január 22. | 2021. január 22. |
| 13. | 5. | Brave             | A bátor             | Eric Elrod     | Lindsay Kerns             | 2021. január 22. | 2021. január 22. |
| 14. | 6. | Misguided         | Félrevezetve        | Leah Artwick   | Rick Williams             | 2021. január 22. | 2021. január 22. |
| 15. | 7. | Step One          | Első lépés          | Michael Mullen | Sheela Shrinivas          | 2021. január 22. | 2021. január 22. |
| 16. | 8. | Chaos Theory      | Káoszelmélet        | Eric Elrod     | Josie Campbell            | 2021. január 22. | 2021. január 22. |

## 3. évad (2021)
| #   | #   | Eredeti cím             | Magyar cím        | Rendezte       | Írta                                                                        | Eredeti premier | Magyar premier  |
| --- | --- | ----------------------- | ----------------- | -------------- | --------------------------------------------------------------------------- | --------------- | --------------- |
| 17. | 1.  | View from the Top       | Kilátás a hegyről | Leah Artwick   | Lindsay Kerns                                                               | 2021. május 21. | 2021. május 21. |
| 18. | 2.  | Safe Harbor             | Menedék           | Michael Mullen | Rick Williams                                                               | 2021. május 21. | 2021. május 21. |
| 19. | 3.  | Casa De Kenji           | Kenji kastélya    | Eric Elrod     | Sheela Shrinivas, Bethany Armstrong Johnson, Lindsay Kerns és Rick Williams | 2021. május 21. | 2021. május 21. |
| 20. | 4.  | Clever Girl             | Okos kislány      | Leah Artwick   | Zack Stentz                                                                 | 2021. május 21. | 2021. május 21. |
| 21. | 5.  | Eye of the Storm        | A vihar szeme     | Michael Mullen | Bethany Armstrong Johnson                                                   | 2021. május 21. | 2021. május 21. |
| 22. | 6.  | The Long Run            | Hosszú távon      | Eric Elrod     | Sheela Shrinivas                                                            | 2021. május 21. | 2021. május 21. |
| 23. | 7.  | A Shock to the System   | Hidegzuhany       | Leah Artwick   | Bethany Armstrong Johnson és Rick Williams                                  | 2021. május 21. | 2021. május 21. |
| 24. | 8.  | Escape from Isla Nublar | A szökés          | Michael Mullen | Lindsay Kerns                                                               | 2021. május 21. | 2021. május 21. |
| 25. | 9.  | Whatever It Takes       | Történjék bármi   | Eric Elrod     | Joanna Lewis és Kristine Songco                                             | 2021. május 21. | 2021. május 21. |
| 26. | 10. | Stay on Mission         | Tartjuk a tervet  | Leah Artwick   | Rick Williams                                                               | 2021. május 21. | 2021. május 21. |

## 4. évad (2021)
| #   | #   | Eredeti cím            | Magyar cím       | Rendezte       | Írta                            | Eredeti premier   | Magyar premier    |
| --- | --- | ---------------------- | ---------------- | -------------- | ------------------------------- | ----------------- | ----------------- |
| 27. | 1.  | Beneath the Surface    | A felszín alatt  | Michael Mullen | Sheela Shrinivas                | 2021. december 3. | 2021. december 3. |
| 28. | 2.  | At Least...            | Legalább         | Eric Elrod     | Bethany Armstrong Johnson       | 2021. december 3. | 2021. december 3. |
| 29. | 3.  | Turning Dr. Turner     | Jók rossz helyen | Leah Artwick   | Joanna Lewis és Kristine Songco | 2021. december 3. | 2021. december 3. |
| 30. | 4.  | Rude Awakening         | Rémálmok         | Michael Mullen | Rick Williams                   | 2021. december 3. | 2021. december 3. |
| 31. | 5.  | The Long Game          | Türelemjáték     | Eric Elrod     | Sheela Shrinivas                | 2021. december 3. | 2021. december 3. |
| 32. | 6.  | Mission Critical       | Most vagy soha   | Leah Artwick   | Bethany Armstrong Johnson       | 2021. december 3. | 2021. december 3. |
| 33. | 7.  | Staying Alive          | Túlélés          | Michael Mullen | Joanna Lewis és Kristine Songco | 2021. december 3. | 2021. december 3. |
| 34. | 8.  | Technical Difficulties | Műszaki hiba     | Eric Elrod     | Rick Williams                   | 2021. december 3. | 2021. december 3. |
| 35. | 9.  | Dino-Sitting           | Dinó Ovi         | Leah Artwick   | Sheela Shrinivas                | 2021. december 3. | 2021. december 3. |
| 36. | 10. | Taking Control         | Cselekvés        | Michael Mullen | Leore Berris                    | 2021. december 3. | 2021. december 3. |
| 37. | 11. | Who's the Boss?        | Ki a főnök?      | Eric Elrod     | Bethany Armstrong Johnson       | 2021. december 3. | 2021. december 3. |

## 5. évad (2022)
| #   | #   | Eredeti cím     | Magyar cím      | Rendezte       | Írta                                                         | Eredeti premier  | Magyar premier   |
| --- | --- | --------------- | --------------- | -------------- | ------------------------------------------------------------ | ---------------- | ---------------- |
| 38. | 1.  | Reunited        | Együtt a család | Leah Artwick   | Joanna Lewis és Kristine Songco                              | 2022. július 21. | 2022. július 21. |
| 39. | 2.  | The Final Test  | A végső próba   | Michael Mullen | Leore Berris                                                 | 2022. július 21. | 2022. július 21. |
| 40. | 3.  | Battle Lines    | Csatasor        | Eric Elrod     | Rick Williams                                                | 2022. július 21. | 2022. július 21. |
| 41. | 4.  | Evasive Action  | Kitérő manőver  | Leah Artwick   | Bethany Armstrong Johnson                                    | 2022. július 21. | 2022. július 21. |
| 42. | 5.  | Shaky Ground    | Rázós talaj     | Michael Mullen | Joanna Lewis és Kristine Songco                              | 2022. július 21. | 2022. július 21. |
| 43. | 6.  | Out of the Pack | Magányos farkas | Eric Elrod     | Leore Berris                                                 | 2022. július 21. | 2022. július 21. |
| 44. | 7.  | The Leap        | Fejes           | Leah Artwick   | Bethany Armstrong Johnson és Rick Williams                   | 2022. július 21. | 2022. július 21. |
| 45. | 8.  | Clean Break     | Tiszta lappal   | Michael Mullen | Sheela Shrinivas                                             | 2022. július 21. | 2022. július 21. |
| 46. | 9.  | The Core        | A mag           | Eric Elrod     | Joanna Lewis és Kristine Songco                              | 2022. július 21. | 2022. július 21. |
| 47. | 10. | Arrival         | Érkezés         | Leah Artwick   | Leore Berris                                                 | 2022. július 21. | 2022. július 21. |
| 48. | 11. | The Last Stand  | A végső harc    | Michael Mullen | Bethany Armstrong Johnson, Sheela Shrinivas és Rick Williams | 2022. július 21. | 2022. július 21. |
| 49. | 12. | The Nublar Six  | A hat nublari   | Eric Elrod     | Bethany Armstrong Johnson, Sheela Shrinivas és Rick Williams | 2022. július 21. | 2022. július 21. |

## Különkiadás (2022)
| #  | Eredeti cím      | Magyar cím     | Rendezte                                   | Írta                                                                                      | Eredeti premier    | Magyar premier     |
| -- | ---------------- | -------------- | ------------------------------------------ | ----------------------------------------------------------------------------------------- | ------------------ | ------------------ |
| 1. | Hidden Adventure | Rejtett kaland | Leah Artwick, Eric Elrod és Michael Mullen | Leore Berris, Julius Harper, Bethany Armstrong Johnson, Sheela Shrinivas és Rick Williams | 2022. november 15. | 2022. november 15. |

## Folytatás
2023 novemberében a Netflix Geeked Week virtuális eseményén bejelentették a sorozat folytatását Jurassic World: Káoszelmélet címen. A Jurassic World: Bukott birodalom (2018) eseményei után játszódó sorozat 2024. május 24-én jelent meg.